# 아체르보 법

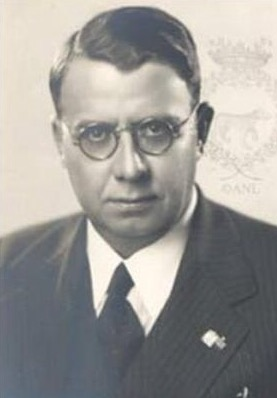
무솔라니의 일당독재를 확실하게 만든 아체르보법을 발의한 지아코모 아체르보

아체르보법(Acerbo Law)은 이탈리아의 무솔리니 파시스트 일당 독재체제를 열어준 법으로 이탈리아 정치가 지아코모 아체르보 Giacomo Acerbo가 발의한 법으로 1923년 11월 통과됐다.
이 법의 주요 골자는 최다수파 당에게 의석의 2/3를 양도한다는 것이었다. 파시스트당의 무솔리니는 로마 진군으로 정권을 강탈하지만 의회 기반은 약하였다. 이 때문에 무솔리니는 입법권을 장악하기 위해 이 법의 통과가 필요했다. 무솔리니 내각에 대한 가톨릭 교회의 지원은 계속되었다. 당시 스트루초가 이끌던 이탈리아의 제2당이었던 가톨릭 정당인 이탈리아 인민당이 이 법에 찬성 몰표를 던져 무솔리니의 1인 독재 체제가 완성된다.

## 같이 보기
- 알치데 데 가스페리
- 이탈리아 인민당
- 독일 중앙당
- 스트루초